# Вакариле (Анкона)
Вакариле (итал. Vaccarile) насеље је у Италији у округу Анкона, региону Марке.
Према процени из 2011. у насељу је живело 50 становника. Насеље се налази на надморској висини од 167 м.